# Colind de Crăciun
Colind de Crăciun sau Poveste de Crăciun (în engleză A Christmas Carol, titlul original fiind A Christmas Carol in Prose, Being a Ghost Story of Christmas, Colindă de Crăciun în proză, poveste de Crăciun cu fantome) este o nuvelă scrisă de Charles Dickens, publicată pentru prima dată la Londra de Chapman & Hall în 1843, cu ilustrații realizate de John Leech. Aceasta prezintă povestea lui Ebenezer Scrooge, un bătrân zgârcit care este vizitat de fantoma fostului său partener de afaceri, Jacob Marley, și de spiritele Crăciunului Trecut, Prezent și Viitor. Sub influența acestor vizite, Scrooge trece printr-o profundă transformare, devenind un om mai generos și mai binevoitor.
Dickens a scris Colind de Crăciun într-o perioadă în care britanicii redescopereau tradițiile de Crăciun, cum ar fi colindele, și adoptau obiceiuri noi, precum felicitările și pomul de Crăciun. Autorul a fost inspirat de propriile experiențe din copilărie, dar și de poveștile de Crăciun ale altor scriitori, precum Washington Irving și Douglas Jerrold. Deși scrisese anterior trei povești de Crăciun, Dickens a găsit motivație suplimentară după ce a vizitat Școala Ragged de pe Field Lane, o instituție pentru copiii străzii din Londra. Tema principală a nuvelei este capacitatea unui om egoist de a-și răscumpăra greșelile prin compasiune și transformare personală. De asemenea, povestea reflectă inegalitățile sociale și condițiile precare ale celor săraci, subliniind nevoia de empatie și solidaritate.
Publicată pe 19 decembrie 1843, prima ediție s-a epuizat înainte de Ajunul Crăciunului. Până la sfârșitul anului 1844, au fost tipărite treisprezece ediții. Criticii au primit nuvela cu entuziasm, deși a fost copiată ilegal la începutul anului 1844, ceea ce l-a determinat pe Dickens să ia măsuri legale împotriva editorilor. Aceștia au dat faliment, ceea ce a redus și mai mult profiturile autorului din această publicație. În ciuda acestor dificultăți, Dickens a scris ulterior încă patru povești de Crăciun. Din 1849, a început să susțină lecturi publice ale nuvelei, care au devenit extrem de populare; până în 1870, anul morții sale, a susținut 127 de astfel de reprezentații. Colind de Crăciun nu a ieșit niciodată din tipar și a fost tradus în numeroase limbi, inspirând numeroase adaptări în filme, piese de teatru, opere și alte forme de artă.
Colind de Crăciun a devenit emblematic pentru renașterea sărbătorii Crăciunului în epoca victoriană. Dickens a recunoscut influența tradițiilor occidentale moderne asupra sărbătorii și, la rândul său, a contribuit la modelarea Crăciunului, promovând reuniunile de familie, mesele festive, dansurile, jocurile și generozitatea de spirit caracteristice sezonului. Spiritele Crăciunului simbolizează introspecția, responsabilitatea pentru faptele trecute și speranța pentru un viitor mai bun, transformând povestea într-o reflecție profundă asupra condiției umane.
Mesajul universal al nuvelei – despre transformarea personală, empatia și spiritul sărbătorilor – a avut un impact profund asupra literaturii și culturii populare. În România, valorile promovate de Dickens, precum solidaritatea, bunătatea și familia, rezonează puternic, consolidând relevanța poveștii în contextul tradițiilor locale de Crăciun.

## Intriga

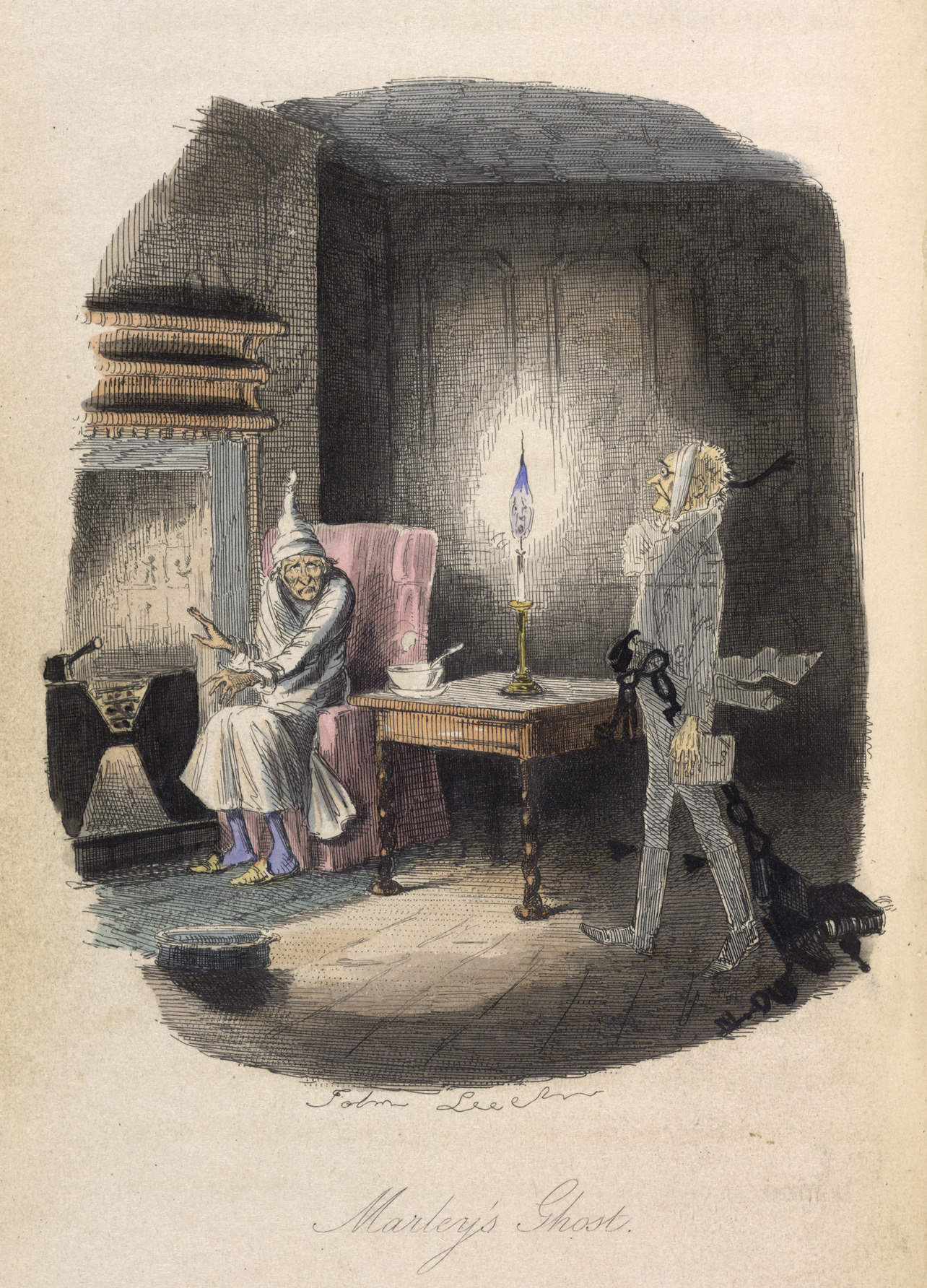
"Fantoma lui Marley", ilustrație originală de John Leech din ediția din 1843

Cartea este împărțită în cinci capitole, pe care Dickens le-a intitulat „portative”.

### Portativul întâi
Un colind de Crăciun începe într-o seară de Crăciun rece și sumbră, în Londra, la șapte ani după moartea partenerului de afaceri al lui Ebenezer Scrooge, Jacob Marley. Scrooge, un bătrân zgârcit, detestă Crăciunul și respinge cu dispreț o invitație la cină din partea nepotului său, Fred, un tânăr plin de optimism și bunătate. El refuză doi bărbați care cer o donație pentru a oferi hrană și căldură celor săraci și îi acordă doar cu reticență angajatului său, Bob Cratchit, o zi liberă de Crăciun, cu plată, doar pentru a respecta formalitatea obiceiului social.
În acea noapte, Scrooge este vizitat acasă de fantoma lui Marley, care rătăcește pe Pământ, înfășurată în lanțuri grele și cutii de bani, simboluri ale unei vieți de lăcomie și egoism. Marley îi spune lui Scrooge că are o singură șansă de a evita același destin: va fi vizitat de trei spirite și trebuie să le asculte cu atenție, altfel va fi blestemat să poarte lanțuri și mai grele decât ale lui Marley.

### Portativul doi
Primul spirit, Fantoma Crăciunului Trecut, îl duce pe Scrooge într-o călătorie prin scene din Crăciunul copilăriei sale, amintindu-i de o perioadă în care era mai inocent și mai plin de speranță. Scenele dezvăluie copilăria sa solitară la școala internat, relația cu iubita sa soră Fan, mama de mult decedată a lui Fred, și o petrecere de Crăciun organizată de primul său angajator, Mr. Fezziwig, care l-a tratat cu afecțiune și respect, ca pe un fiu. Logodnica sa, Belle, care a fost lăsată deoparte, este arătată în momentul în care renunță la relație, realizând că el nu o va iubi niciodată la fel de mult cum iubește banii. În final, ei vizitează o Belle acum căsătorită, cu familia ei mare și fericită, în seara de Crăciun în care Marley a murit. Scrooge, profund tulburat de confruntarea cu propriul său comportament și cu omul în care a ajuns să se transforme, cere, într-o panică tot mai mare, spiritului să-l îndepărteze din acele locuri care îi aduc atât de mult disconfort.

### Portativul trei
Al doilea spirit, Fantoma Crăciunului Prezent, îl duce pe Scrooge printr-o piață vibrantă, unde oamenii cumpără ingredientele pentru masa de Crăciun, și la sărbătorile de Crăciun dintr-o colibă de miner și dintr-un far izolat. Scrooge și spiritul vizitează, de asemenea, petrecerea de Crăciun a lui Fred, unde atmosfera este una de bucurie și căldură. O mare parte din acest portativ se concentrează asupra sărbătorii în familia lui Bob Cratchit, cu introducerea fiului lor cel mai mic, Micuțul Tim, un băiat vesel, dar cu o stare de sănătate precară. Spiritul îl informează pe Scrooge că Micuțul Tim va muri, cu excepția cazului în care circumstanțele se vor schimba. Înainte de a dispărea, spiritul îi arată lui Scrooge două figuri îngrozitoare: copii subnutriți și murdari, pe nume Ignoranță și Nevoie. Spiritul îi avertizează pe Scrooge să se ferească de Ignoranță mai presus de toate, deoarece este o amenințare mult mai periculoasă pentru viitorul umanității și îl ironizează pentru preocupările sale legate de soarta acestora, punând în evidență indiferența societății față de acești copii.

### Portativul patru

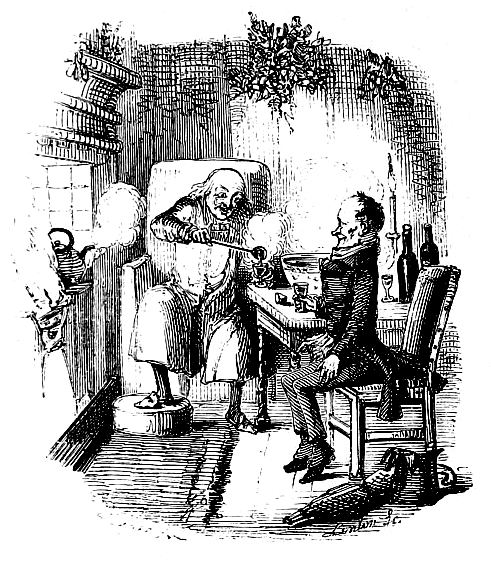
Scrooge și Bob Cratchit sărbătoresc Crăciunul într-o ilustrație din portativul cinci al ediției originale din 1843.

Al treilea spirit, Fantoma Crăciunului Viitor, îl conduce pe Scrooge printr-o viziune sumbră a viitorului. Fantoma tăcută dezvăluie imagini legate de moartea unui bărbat disprețuit, al cărui înmormântare este marcată doar de prezența unor oameni de afaceri care vin doar în schimbul unei mese de prânz. Menajera, spălătoreasa și pomelnicul din localitate îi fură bunurile pentru a le vinde unui intermediar. Când Scrooge cere spiritului să-i arate o persoană care să simtă vreo emoție legată de moartea acestui bărbat, singurul lucru pe care îl vede este un cuplu sărac, care se bucură că moartea acestuia le oferă mai mult timp pentru a-și rezolva problemele financiare. Când Scrooge cere o dovadă de tandrețe legată de moarte, spiritul îl poartă la familia lui Bob Cratchit, care plânge pierderea lui Micuțul Tim. Apoi, Scrooge are viziunea unui mormânt neîngrijit, cu o piatră funerară pe care este inscripționat numele său. Copleșit de durere și remușcare, Scrooge promite să-și schimbe viața.

### Portativul cinci
Scrooge se trezește în dimineața de Crăciun transformat. Face o donație substanțială pentru caritatea pe care o respinsese anterior, trimite o curcană uriașă la casa lui Cratchit pentru masa de Crăciun și petrece după-amiaza alături de familia lui Fred, la petrecerea lor veselă. A doua zi, îi oferă lui Bob Cratchit o mărire de salariu și începe să devină o figură paternă pentru Micuțul Tim. De atunci înainte, Scrooge tratează pe toți cu bunătate, generozitate și compasiune, devenind un exemplu al adevăratului spirit al Crăciunului. Transformarea sa se întinde dincolo de perioada Crăciunului, devenind o persoană dedicată bunăstării celor din jur.

## Context

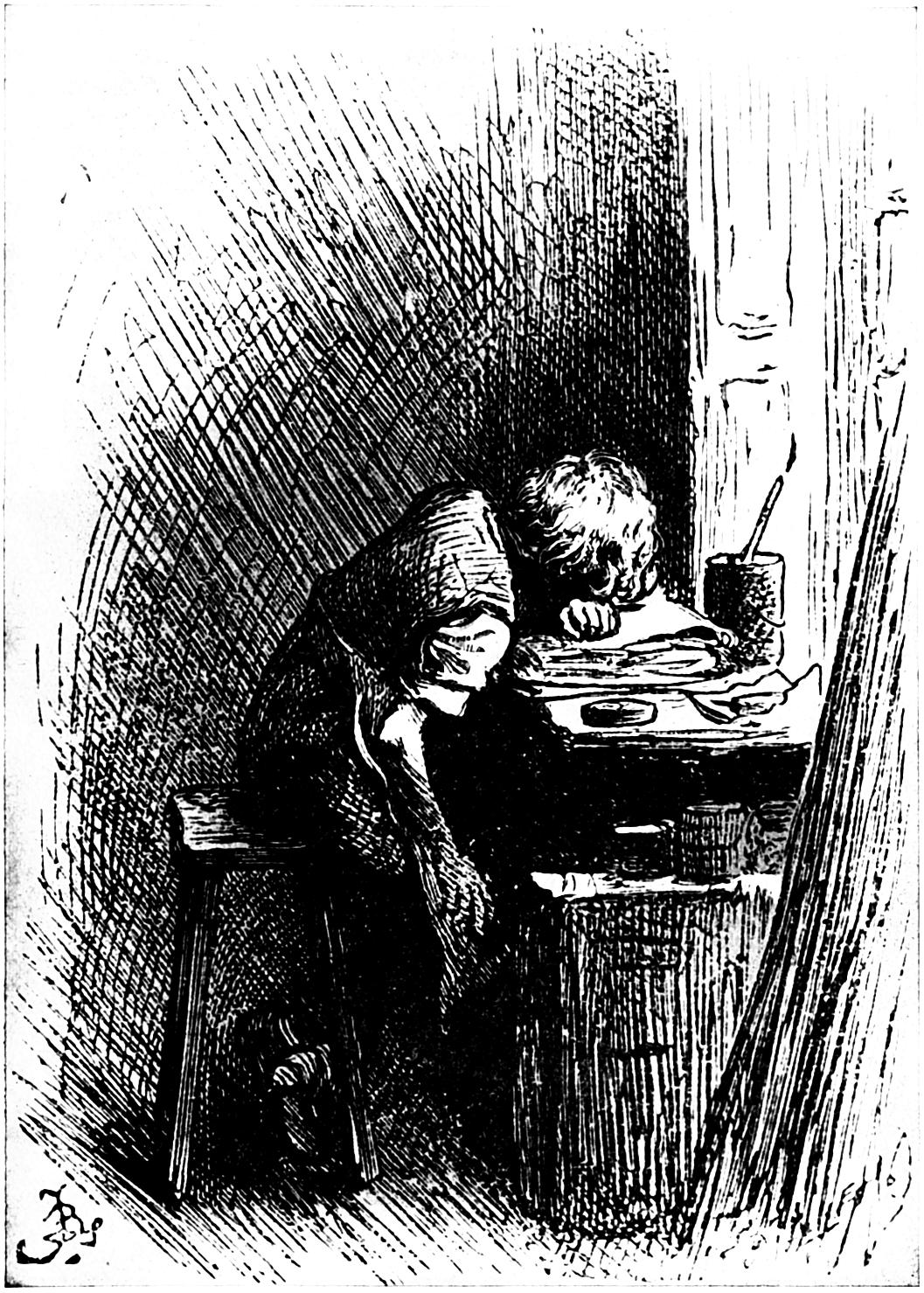
Dickens la fabrica de lustruit pantofi, așa cum a fost ilustrat de Fred Barnard.

Scriitorul Charles Dickens s-a născut într-o familie de clasă mijlocie care a ajuns în dificultăți financiare din cauza naturii risipitoare a tatălui său, John. În 1824, John a fost închis la Marshalsea, o închisoare pentru datornici din Southwark, Londra. Dickens, pe atunci în vârstă de 12 ani, a fost nevoit să-și amaneteze colecția de cărți, să renunțe la școală și să lucreze într-o fabrică murdară și infestată de șobolani, unde se lustruiau pantofi. Această schimbare dramatică i-a provocat ceea ce biograful său, Michael Slater, numește o „indignare profundă, personală și socială”, ce a marcat profund scrierile și viziunea sa asupra vieții.
Până la sfârșitul anului 1842, Dickens devenise deja un autor de renume, având șase opere majore, precum și numeroase povestiri, nuvele și alte lucrări. La 31 decembrie al aceluiași an, a început publicarea romanului său Martin Chuzzlewit sub formă de foileton lunar; deși era una dintre lucrările sale preferate, vânzările au fost dezamăgitoare, iar el s-a confruntat cu dificultăți financiare temporare.
Sărbătorirea Crăciunului devenea tot mai populară în epoca victoriană. Pomul de Crăciun fusese introdus în Marea Britanie în secolul al XVIII-lea, fiind popularizat de regina Victoria și prințul Albert. În prima jumătate a secolului al XIX-lea, colindele de Crăciun au revenit în popularitate, după o perioadă de declin în secolul anterior. Publicarea lucrării lui Davies Gilbert din 1823, Some Ancient Christmas Carols, With the Tunes to Which They Were Formerly Sung in the West of England, și a colecției lui William Sandys din 1833, Christmas Carols, Ancient and Modern, a contribuit la această renaștere în Marea Britanie.
Dickens manifesta un interes deosebit pentru Crăciun, iar prima sa povestire pe acest subiect a fost „Christmas Festivities”, publicată în Bell's Weekly Messenger în 1835; ulterior, povestirea a apărut sub titlul „A Christmas Dinner” în Sketches by Boz (1836). O altă povestire de Crăciun, „The Story of the Goblins Who Stole a Sexton”, face parte din romanul său din 1836, The Pickwick Papers. În această povestire, domnul Wardle relatează despre un gropar mizantrop, Gabriel Grub, care trece printr-o transformare spirituală de Crăciun, după ce este vizitat de goblini ce îi arată trecutul și viitorul. Michael Slater consideră că „elementele principale ale nuvelei Colind de Crăciun sunt deja prezente în această povestire”, deși nu într-o formă definitivă. Pasajul este urmat de o secțiune despre Crăciun în editorialul lui Dickens, Master Humphrey's Clock. Profesorul de literatură engleză Paul Davis afirmă că, deși povestirea cu goblini poate fi văzută ca un prototip pentru nuvela Colind de Crăciun, întreaga operă anterioară a lui Dickens despre Crăciun a contribuit la modelarea acestei creații.

### Influențe literare

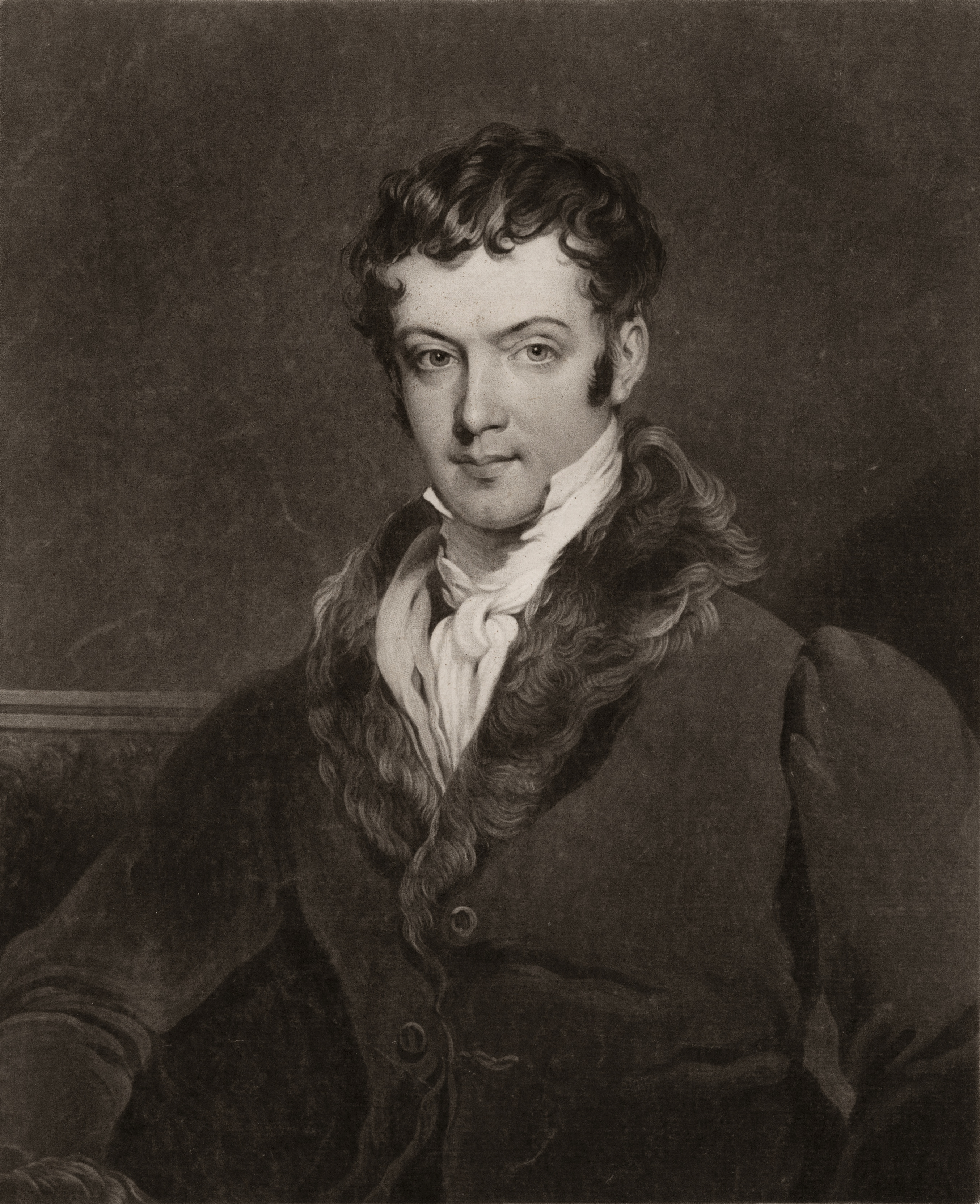
Washington Irving, 1820

Charles Dickens nu a fost primul scriitor care a celebrat spiritul Crăciunului în literatură. Printre autorii care l-au influențat se numără Washington Irving, a cărui lucrare din 1819–1820, The Sketch Book of Geoffrey Crayon, Gent., conține patru eseuri despre vechile obiceiuri de Crăciun din Anglia, observate în timpul șederii sale la Aston Hall, lângă Birmingham. Aceste povestiri și eseuri au avut un impact profund asupra lui Dickens, care, asemenea lui Irving, credea că reînvierea tradițiilor de Crăciun ar putea încuraja un sentiment de solidaritate socială și comunitate, diminuat în epoca modernă de industrializare și urbanizare.
Pe lângă influența lui Irving, alte lucrări au contribuit la modelarea ideilor din Colind de Crăciun. Printre acestea se numără două eseuri scrise de prietenul său Douglas Jerrold: unul publicat în 1841 în revista Punch, intitulat „Cum domnul Chokepear petrece un Crăciun vesel” (How Mr. Chokepear Keeps a Merry Christmas), și altul din 1843, „Frumusețile poliției” (The Beauties of the Police), ambele abordând cu umor satiric temele morale și sociale ale vremii.
La un nivel mai profund, Dickens a fost inspirat de basme, povești populare și literatura pentru copii, pe care le asocia cu Crăciunul datorită temelor lor centrale de schimbare și regenerare morală. În viziunea sa, aceste povești aveau o forță transformatoare, reflectată în temele de compasiune, speranță și reconciliere ale operei sale. Totodată, experiențele sale din copilărie, marcate de sărăcie și dificultăți, precum și observațiile asupra inegalităților sociale din epoca victoriană, au conferit scrierii o notă profundă de empatie și un puternic mesaj de reformă socială.
Astfel, Colind de Crăciun devine o expresie literară a dorinței lui Dickens de a reînsufleți spiritul Crăciunului ca un moment de reflecție, schimbare și solidaritate umană.

### Influențe sociale

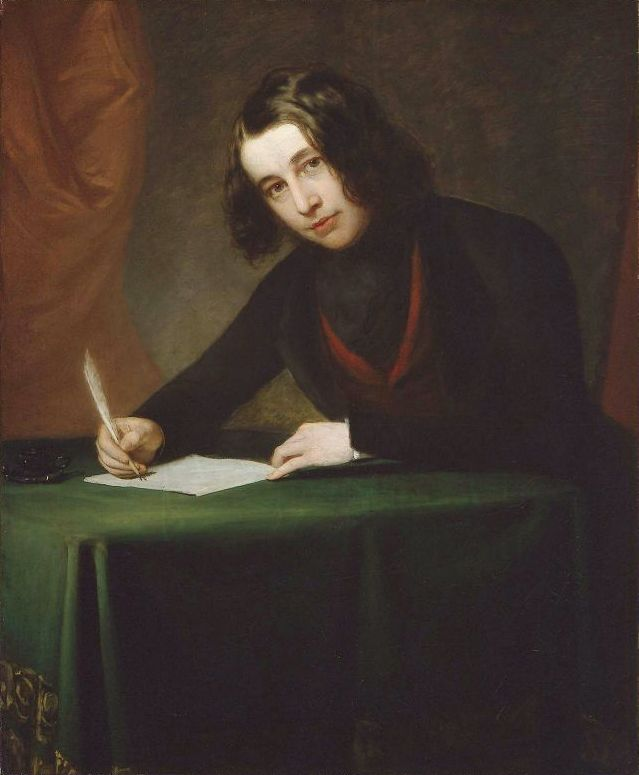
Charles Dickens, în anul 1842, cu un an înainte de publicarea nuvelei Colind de Crăciun.

Charles Dickens a fost profund marcat de soarta copiilor săraci din mijlocul secolului al XIX-lea, o perioadă caracterizată de inegalități economice extreme și de efectele devastatoare ale Revoluției Industriale. În primele luni ale anului 1843, a vizitat minele de cositor din Cornwall, unde a fost șocat și indignat de condițiile inumane în care lucrau copiii. Această experiență a fost întărită de o vizită la Școala Ragged „Field Lane”, una dintre numeroasele instituții din Londra destinate educației copiilor străzii, care trăiau în sărăcie extremă, lipsiți de hrană și educație.
În februarie 1843, a fost publicat al doilea raport al Comisiei pentru Ocuparea Forței de Muncă a Copiilor, un document parlamentar ce expunea abuzurile și condițiile de muncă ale copiilor din clasa muncitoare, în contextul Revoluției industriale. Dickens, profund îngrozit de cele citite, a plănuit să publice un pamflet politic accesibil, intitulat provizoriu Un apel către poporul Angliei, în numele copilului sărac. Totuși, și-a schimbat opinia, amânând publicarea până la sfârșitul anului. În martie, i-a scris doctorului Southwood Smith, unul dintre comisarii responsabili pentru raport, explicându-i decizia sa: „veți simți cu siguranță că un ciocan greu a lovit cu o forță de douăzeci de ori—sau douăzeci de mii de ori—mai mare decât ceea ce aș fi obținut prin urmarea inițială a ideii mele”.
Pe 5 octombrie 1843, Dickens a susținut un discurs la Athenaeum din Manchester, în cadrul unui eveniment de strângere de fonduri, în care i-a îndemnat pe muncitori și angajatori să se unească pentru a combate ignoranța prin reformarea educației. În zilele următoare, a realizat că cea mai eficientă modalitate de a ajunge la un public larg și de a transmite preocupările sale legate de sărăcie și nedreptate era să scrie o poveste de Crăciun profund emoționantă, plină de simbolism, în loc de pamflete și eseuri polemice.
Această schimbare de abordare a dus la nașterea uneia dintre cele mai influente lucrări ale sale, Colind de Crăciun, o poveste care a reușit să stârnească un val de compasiune și solidaritate socială, devenind un simbol al speranței și al regenerării umane.

### Istoria scrierii operei

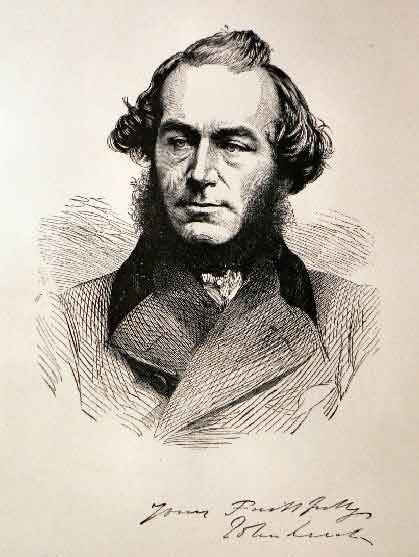
John Leech, ilustratorul primei ediții.

Până la mijlocul anului 1843, Dickens se confrunta cu dificultăți financiare considerabile. Vânzările romanului Martin Chuzzlewit scădeau, iar soția sa, Catherine, era însărcinată cu al cincilea copil al lor. Situația s-a înrăutățit atunci când editura Chapman & Hall i-a amenințat cu o reducere de 50 de lire din venitul lunar, în cazul în care vânzările nu se îmbunătățeau. În acest context, Dickens a început să scrie Colind de Crăciun în octombrie 1843. Michael Slater, biograful lui Dickens, descrie lucrarea ca fiind „scrisă în mare grabă”, având în vedere că a fost finalizată în doar șase săptămâni, ultimele pagini fiind redactate chiar la începutul lunii decembrie. Dickens concepea mare parte din poveste în minte, în timp ce făcea plimbări nocturne de 24-32 km prin Londra. Sora sa vitregă a povestit că el „plângea, râdea, plângea din nou și se excita într-un mod extraordinar în timp ce compunea”. Slater subliniază că nuvela Colind de Crăciun a fost 
creat pentru a deschide inimile cititorilor față de cei care se luptă să supraviețuiască pe treptele cele mai de jos ale scării economice, pentru a încuraja acte de benevolență practică și pentru a avertiza asupra pericolului grav pe care îl reprezintă pentru societate tolerarea ignoranței răspândite și a sărăciei acute în rândul celor defavorizați.
George Cruikshank, ilustratorul care colaborase deja cu Dickens la Sketches by Boz (1836) și Oliver Twist (1838), i-a prezentat caricaturistul John Leech. Pe 24 octombrie, Dickens l-a invitat pe Leech să participe la realizarea ilustrațiilor pentru Colind de Crăciun, iar patru gravuri colorate manual și patru gravuri în alb și negru realizate de acesta au însoțit textul. Manuscrisul original al lui Dickens nu conține propoziția din penultimul paragraf „...și pentru Micuțul Tim, care nu a murit”; această adăugire a fost făcută ulterior, în timpul procesului de tipărire, pentru a adânci mesajul de speranță și salvare.

## Personaje

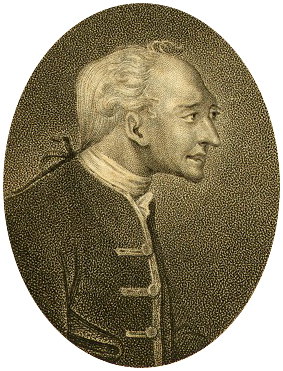
John Elwes, cunoscut și sub numele de John Avarul, un om de afaceri excentric din secolul XIX, care a servit drept unul dintre modelele reale pentru personajul Scrooge.

Personajul central al nuvelei Colind de Crăciun este Ebenezer Scrooge, un om de afaceri zgârcit din Londra, descris în poveste ca fiind „un păcătos bătrân, zgârcit, lacom, hapsân, avar, nemilos!” Criticul Kelly sugerează că acest personaj ar fi fost influențat de sentimentele contradictorii ale lui Dickens față de tatăl său, pe care îl iubea profund, dar pe care îl și demoniza. Acest conflict psihologic ar putea explica cele două ipostaze contrastante ale lui Scrooge: pe de o parte, un semi-retras rece, zgârcit și lacom; pe de altă parte, un om binevoitor, generos și sociabil. Profesorul de literatură engleză Robert Douglas-Fairhurst consideră că partea de început a nuvelei, în care este descrisă copilăria singuratică și nefericită a tânărului Scrooge și aspirația acestuia de a câștiga bani pentru a evita sărăcia, „reprezintă într-o anumită măsură o auto-parodie a temerilor lui Dickens despre sine însuși”. Părțile care descriu transformarea lui Scrooge reflectă, în schimb, modul optimist în care Dickens își dorea să se vadă pe sine.
Scrooge ar putea fi inspirat de două figuri reale: excentricul parlamentar John Elwes, sau Jemmy Wood, proprietarul băncii Gloucester Old Bank, cunoscut sub numele de „Avarul din Gloucester”. Sociologul Frank W. Elwell sugerează că viziunile lui Scrooge asupra săracilor reflectă opiniile economistului politic Thomas Malthus, care considera că resursele limitate fac inevitabilă sărăcia pentru o parte din populație. Întrebările ironice ale lui Scrooge—„Nu există închisori? ... Și case de muncă? ... Tredemilul și Legea săracilor sunt în deplină vigoare, nu-i așa?”—oglindesc un comentariu sarcastic al filosofului Thomas Carlyle, care critica asprimea soluțiilor victoriene pentru săraci: „Nu există tredemiluri, spânzurători; chiar și spitale, taxe pentru săraci, Noua Lege a săracilor?” Tredemilul, menționat de ambele personaje, era un dispozitiv folosit în închisorile epocii victoriene pentru a pedepsi deținuții, simbolizând duritatea sistemului.
Există, de asemenea, precursori literari ai lui Scrooge în opera lui Dickens. Biograful Peter Ackroyd remarcă asemănări între acest personaj și bătrânul Martin Chuzzlewit, deși Scrooge este „o imagine mai fantastică” decât patriarhul Chuzzlewit. Transformarea acestuia într-un personaj caritabil este similară cu cea a lui Scrooge. Douglas-Fairhurst consideră că Gabriel Grub, un personaj minor din The Pickwick Papers, a influențat și el crearea lui Scrooge.
Originea numelui „Scrooge” ar putea fi legată de o piatră funerară pe care Dickens a văzut-o la Edinburgh. Mormântul îi aparținea lui Ebenezer Lennox Scroggie, al cărui loc de muncă era menționat ca „meal man” (comerciant de cereale). Dickens ar fi citit greșit inscripția ca „mean man” („om rău”). Totuși, această teorie este considerată „o farsă probabilă a lui Dickens” pentru care „[n]imeni nu a putut găsi dovezi care să o susțină”.
Numele fostului partener de afaceri al lui Scrooge, Marley, ar putea proveni de la o firmă comercială din apropierea locuinței lui Dickens din tinerețe, numită „Goodge and Marney”. Inspirația pentru personajul Marley cel înlănțuit vine dintr-o vizită a lui Dickens la Penitenciarul de Vest din Pittsburgh, Pennsylvania, în martie 1842, unde a fost profund afectat de vederea prizonierilor înlănțuiți. Micuțul Tim, băiatul fragil și optimist, a fost inspirat de nepotul lui Dickens, Henry, un copil cu dizabilități în vârstă de cinci ani în momentul scrierii nuvelei.
Cele două figuri alegorice, Nevoia și Ignoranța, care se adăpostesc în hainele Fantomei Crăciunului Prezent, au fost inspirate de copiii săraci pe care Dickens i-a văzut în timpul unei vizite la o școală de săraci din East End-ul Londrei. Aceste imagini reflectă preocuparea profundă a autorului față de inegalitățile sociale ale epocii victoriene.
Prin personajul lui Scrooge și transformarea acestuia, Dickens nu doar că a criticat problemele sociale ale timpului său, dar a oferit și o viziune plină de speranță asupra posibilității de schimbare personală și colectivă. Nuvela continuă să inspire generații, subliniind importanța compasiunii, generozității și solidarității umane.

## Imagini

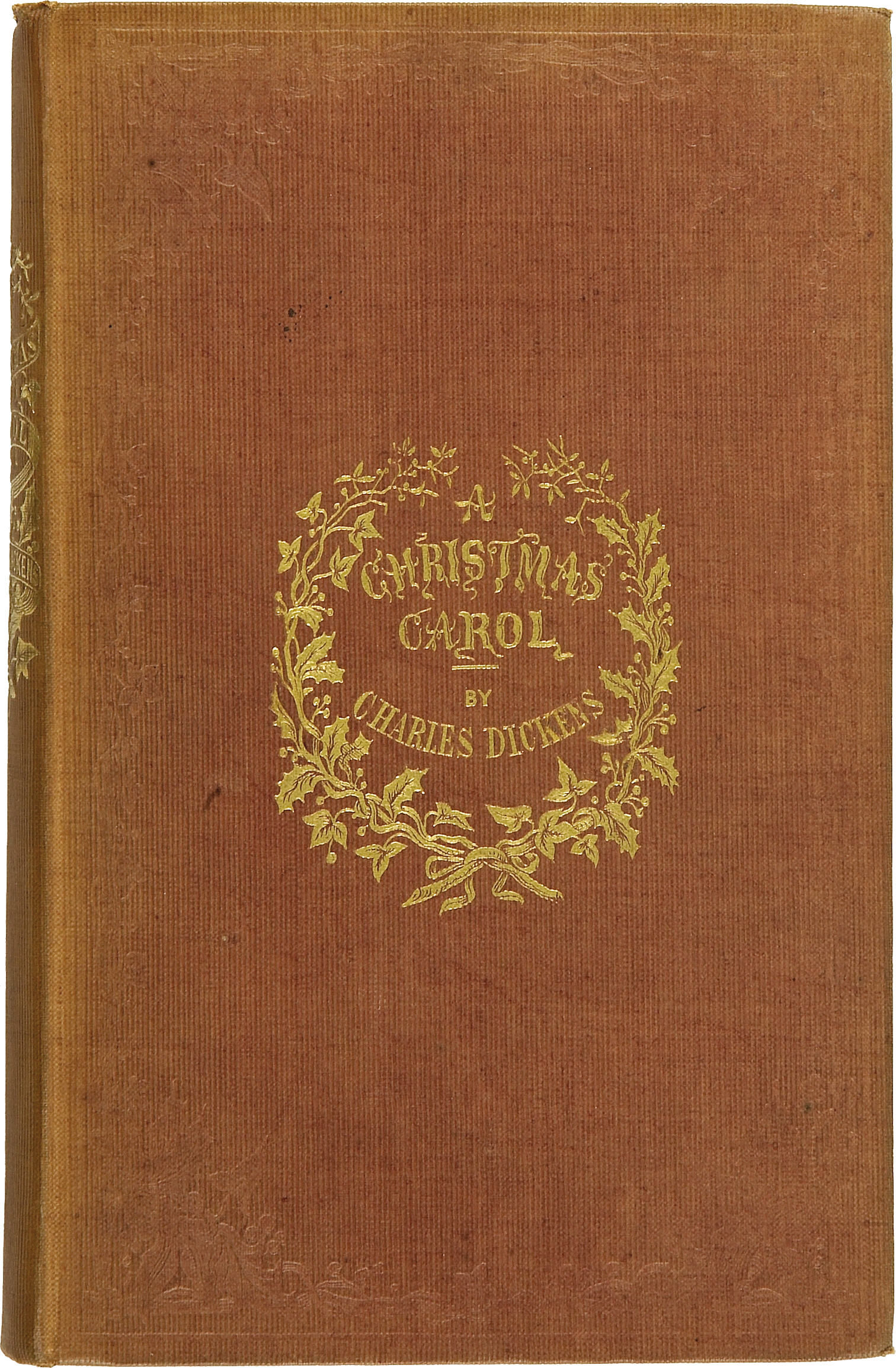
Coperta primei ediții
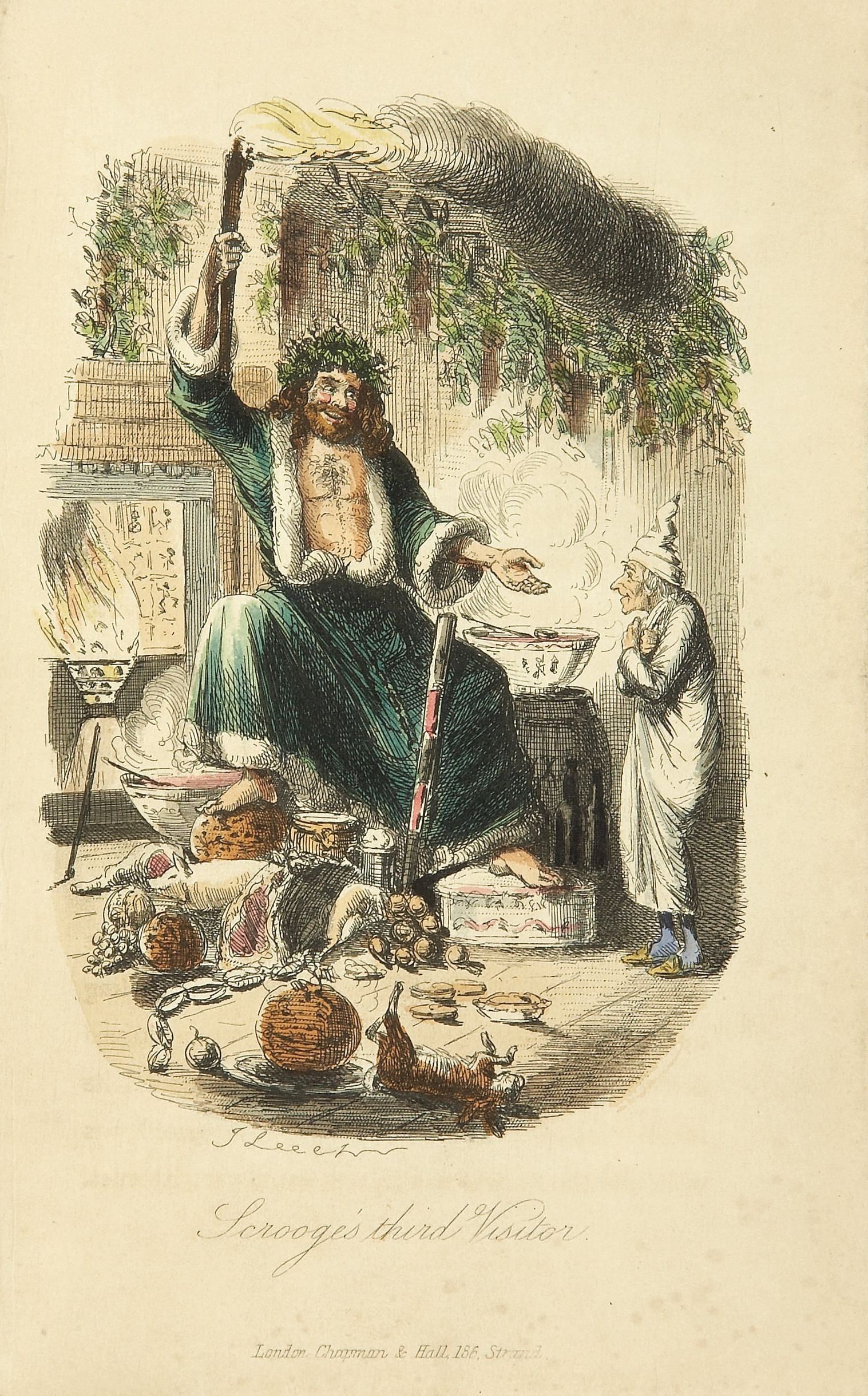
Fantoma Crăciunului actual
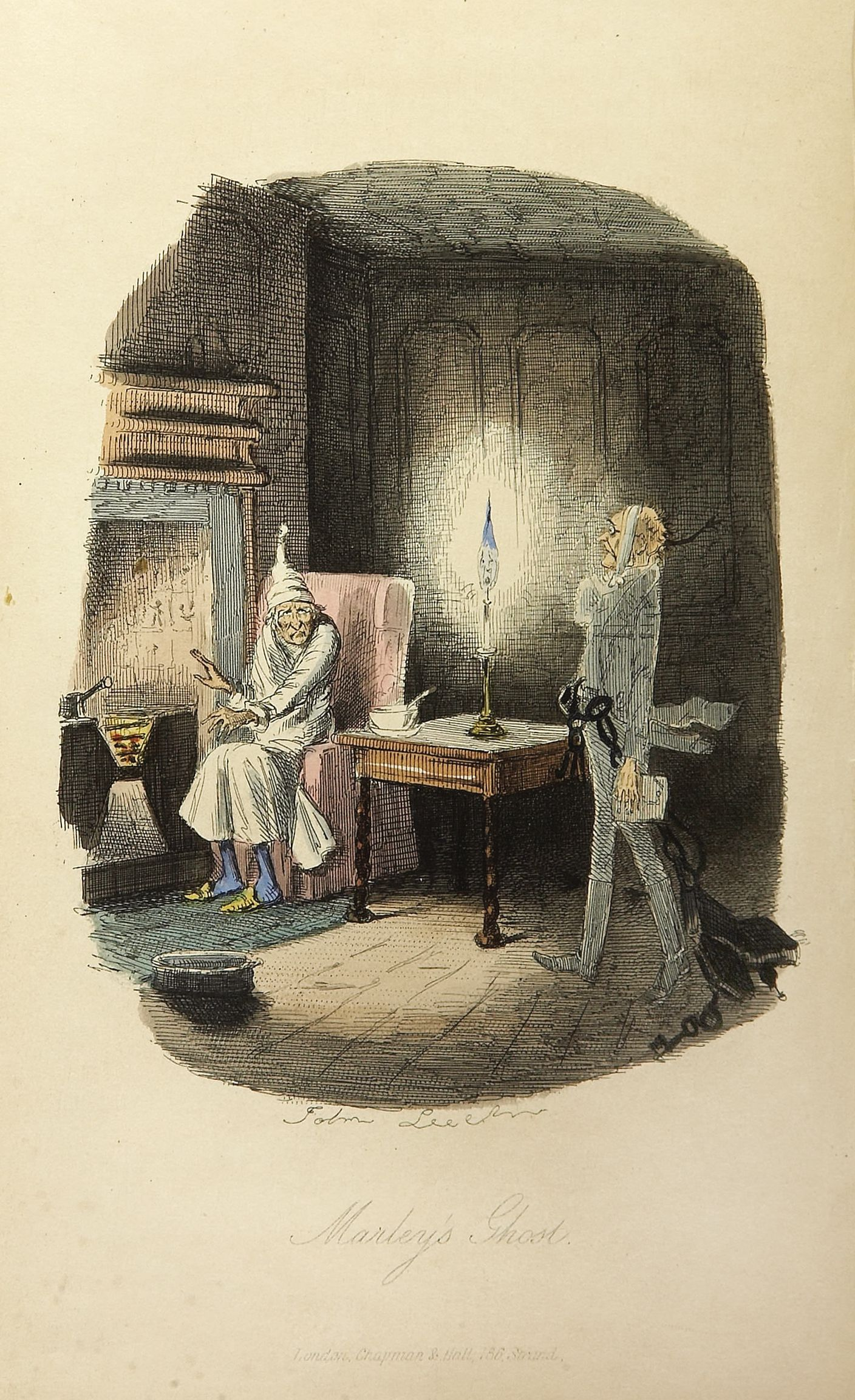
Marley și Scrooge. Ilustrație din prima ediție a A Christmas Carol.
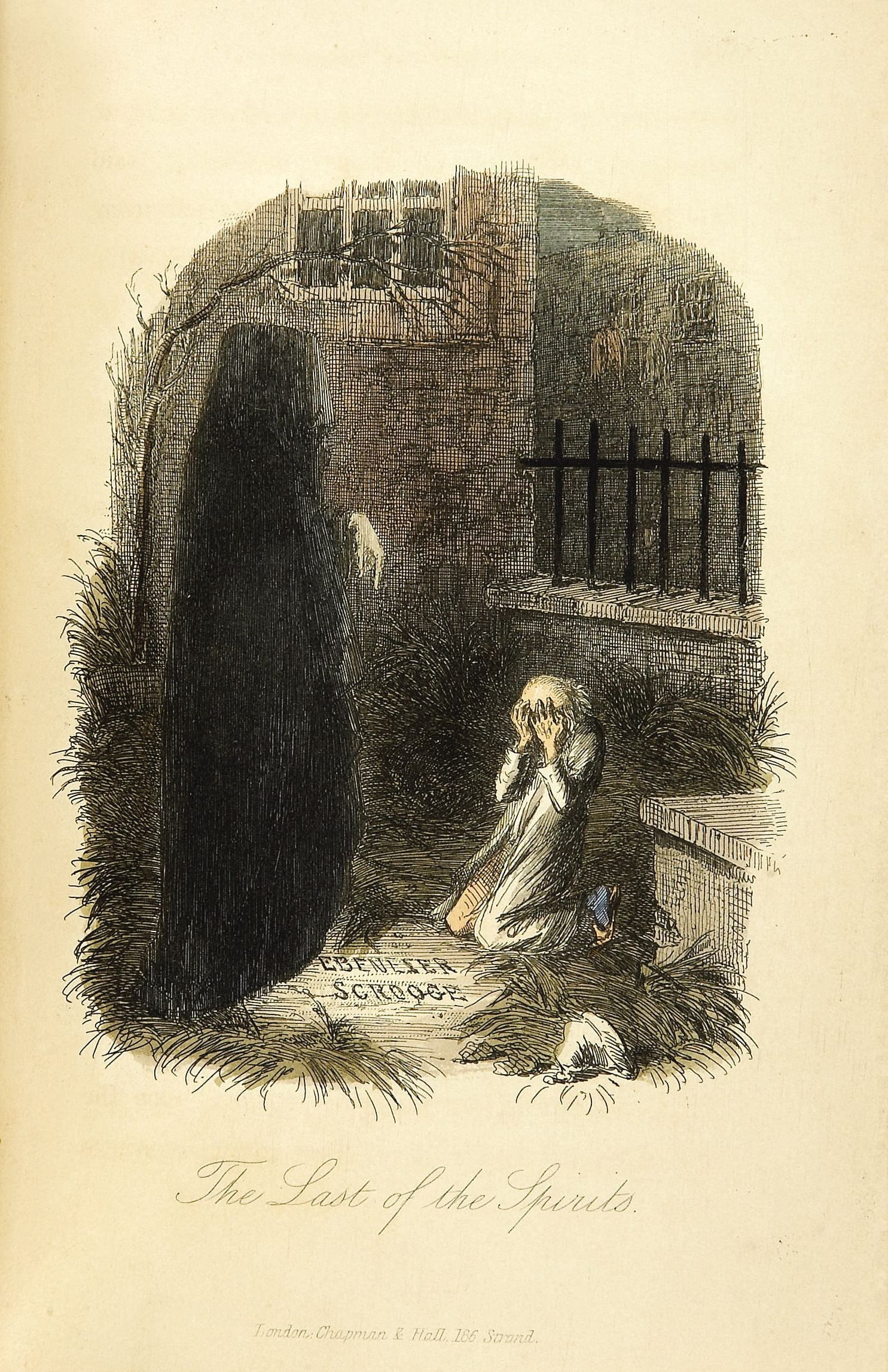
Ultima fantomă
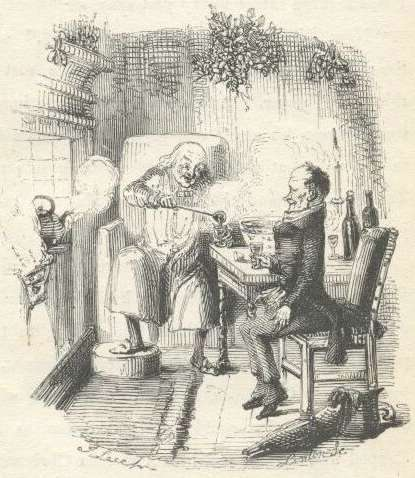
Ebenezer Scrooge și Bob Cratchit

### Cărți
- Ackroyd, Peter (1990). Dickens. London: Sinclair-Stevenson. ISBN 978-1-85619-000-8.
- Billen, Andrew (2005). Charles Dickens: The Man Who Invented Christmas. London: Short Books. ISBN 978-1-904977-18-6.
- Callow, Simon (2009). Dickens' Christmas: A Victorian Celebration. London: Frances Lincoln. ISBN 978-0-7112-3031-6.
- Carlyle, Thomas (1840). Chartism. London: J. Fraser. OCLC 247585901.
- Chesterton, G. K. (1989). The Collected Works of G.K. Chesterton: Chesterton on Dickens. San Francisco, CA: Ignatius Press. ISBN 978-0-89870-258-3.
- Cochrane, Robertson (1996). Wordplay: origins, meanings, and usage of the English language. Toronto: University of Toronto Press. ISBN 978-0-8020-7752-3.
- Davis, Paul (1990). The Lives and Times of Ebenezer Scrooge. New Haven, CT: Yale University Press. ISBN 978-0-300-04664-9.
- Deacy, Christopher (2016). Christmas as Religion: Rethinking Santa, the Secular, and the Sacred. Oxford: Oxford University Press. ISBN 978-0-19-106955-0.
- DeVito, Carlo (2014). Inventing Scrooge (ed. Kindle). Kennebunkport, ME: Cider Mill Press. ISBN 978-1-60433-555-2.
- Dickens, Charles (1843). A Christmas Carol. London: Chapman and Hall. OCLC 181675592.
- Diedrick, James (1987). „Charles Dickens”.  În Thesing, William. Dictionary of Literary Biography: Victorian Prose Writers before 1867. Farmington Hills, MI: Gale. ISBN 978-0-8103-1733-8.
- Douglas-Fairhurst, Robert (2006). „Introduction”.  În Dickens, Charles. A Christmas Carol and other Christmas Books. Oxford: Oxford University Press. pp. vii–xxix. ISBN 978-0-19-920474-8.
- Forbes, Bruce David (2008). Christmas: A Candid History. Oakland, CA: University of California Press. p. 62. ISBN 978-0-520-25802-0.
- Garry, Jane; El Shamy, Hasan (2005). Archetypes and Motifs in Folklore and Literature. Armonk, NY: M.E. Sharpe. ISBN 978-0-7656-2953-1.
- Glancy, Ruth F. (1985). Dickens' Christmas Books, Christmas Stories, and Other Short Fiction. Michigan: Garland. ISBN 978-0-8240-8988-7.
- Hammond, R. A. (1871). The Life and Writings of Charles Dickens: A Memorial Volume. Toronto: Maclear & Company.
- Harrison, Mary-Catherine (2008). Sentimental Realism: Poverty and the Ethics of Empathy, 1832–1867 (Thesis). Ann Arbor, MI. ISBN 978-0-549-51095-6.
- Howells, William Dean (1910). My literary passions, criticism and fiction. New York and London: Harper & Brother. p. 2986994. ISBN 978-1-77667-633-0.
- Hutton, Ronald (1996). Stations of the Sun: The Ritual Year in England. Oxford: Oxford University Press. ISBN 978-0-19-285448-3.
- Jordan, Christine (2015). Secret Gloucester. Stroud, Glos: Amberley Publishing. ISBN 978-1-4456-4689-3.
- Jordan, John O. (2001). The Cambridge Companion to Charles Dickens. Cambridge: Cambridge University Press. ISBN 978-0-521-66964-1.
- Kelly, Richard Michael (2003). „Introduction”.  În Dickens, Charles. A Christmas Carol. Ontario: Broadway Press. pp. 9–30. ISBN 978-1-55111-476-7.
- Ledger, Sally (2007). Dickens and the Popular Radical Imagination. Cambridge: Cambridge University Press. ISBN 978-0-521-84577-9.
- Moore, Grace (2011). Charles Dickens' A Christmas Carol. St Kilda, VIC: Insight Publications. ISBN 978-1-921411-91-5.
- Pykett, Lyn (2017). Charles Dickens. Bloomsbury Publishing. ISBN 978-1-4039-1919-9.
- Restad, Penne L. (1996). Christmas in America: a History. Oxford: Oxford University Press. ISBN 978-0-19-510980-1.
- Sillence, Rebecca (2015). Gloucester History Tour. Stroud, Glos: Amberley Publishing. ISBN 978-1-4456-4859-0.
- Slater, Michael (2003). „Introduction”.  În Dickens, Charles. A Christmas Carol and other Christmas Writings. London: Penguin Books. pp. xi–xxviii. ISBN 978-0-14-043905-2.
- Slater, Michael (2009). Charles Dickens. New Haven, CT and London: Yale University Press. ISBN 978-0-300-16552-4.
- Standiford, Les (2008). The Man Who Invented Christmas: How Charles Dickens's A Christmas Carol Rescued His Career and Revived Our Holiday Spirits. New York: Crown. ISBN 978-0-307-40578-4.
- Studwell, William Emmett; Jones, Dorothy E. (1998). Publishing Glad Tidings: Essays on Christmas Music. Binghamton, NY: The Haworth Press. ISBN 978-0-7890-0398-0.
- Tomalin, Claire (2011). Charles Dickens: A Life. London: Penguin Books. ISBN 978-0-670-91767-9.
- Welch, Bob (2015). 52 Little Lessons from a Christmas Carol. Nashville, TN: Thomas Nelson. ISBN 978-1-4002-0675-9.

### Resurse online
- „A Christmas Carol”. The Radio Times (12): 23. 14 decembrie 1923. Arhivat din original la 21 decembrie 2016. Accesat în 21 decembrie 2024.
- „A Christmas Carol”. WorldCat. Accesat în 11 ianuarie 2017.
- Ansari, Samina (7 mai 2020). „How the BMI gave Charles Dickens a new career”. The Birmingham & Midland Institute. Arhivat din original la 18 ianuarie 2024. Accesat în 18 ianuarie 2024.
- Davidson, Ewan. „Scrooge, or, Marley's Ghost (1901)”. Screenonline. British Film Institute. Accesat în 10 ianuarie 2017.
- Elwell, Frank W. (2 noiembrie 2001). „Reclaiming Malthus”. Rogers State University. Arhivat din original la 24 martie 2017.
- Lalumia, Christine (12 decembrie 2001). „Scrooge and Albert”. History Today.
- Lee, Imogen. „Ragged Schools”. British Library. Arhivat din original la 15 iulie 2014. Accesat în 8 ianuarie 2017.
- Martin, Katherine Connor (19 decembrie 2011). „merry, adj”. Oxford English Dictionary. Arhivat din original la 6 iulie 2017. Accesat în 9 mai 2017.(necesită abonare)
- „Provenance”. The Morgan Library & Museum. 20 noiembrie 2013.
- Rowell, Geoffrey (12 decembrie 1993). „Dickens and the Construction of Christmas”. History Today.
- „Scrooge, n”. Oxford English Dictionary. Accesat în 16 ianuarie 2017. (necesită abonare)
- Sutherland, John (15 mai 2014). „The Origins of A Christmas Carol”. British Library. Arhivat din original la 30 noiembrie 2020. Accesat în 9 ianuarie 2017.
- Varese, Jon Michael (22 decembrie 2009). „Why A Christmas Carol was a flop for Dickens”. The Guardian.
- UK CPI inflation numbers based on data available from Gregory Clark (2016). „The Annual RPI and Average Earnings for Britain, 1209 to Present (New Series)”. MeasuringWorth. Accesat în 16 noiembrie 2016.
- „Dickens Visits Birmingham”. Birmingham Conservation Trust. 19 decembrie 2012.

### Ziare, jurnale și reviste
- Alleyne, Richard (24 decembrie 2007). „Real Scrooge 'was Dutch gravedigger'”. The Daily Telegraph. Arhivat din original la 10 ianuarie 2022.
- „Charles Dickens; Works of Charles Dickens. Household Edition”. The New York Times. 19 decembrie 1863.
- Chorley, H. F. (23 decembrie 1843). „A Christmas Carol”. The Athenaeum (843): 1127–1128.
- „Christmas Carol”. The New Monthly Magazine. 70 (277): 148–149. ianuarie 1844.
- Davis, Paul (1990). „Literary History: Retelling A Christmas Carol: Text and Culture-Text”. The American Scholar. 59 (1): 109–15. JSTOR 41211762.
- Gordon, Alexander; McConnell, Anita (2008). „Elwes [formerly Meggott], John”. Oxford Dictionary of National Biography (ed. online). Oxford University Press. doi:10.1093/ref:odnb/8776. (Necesită abonament sau apartenență la sistemul britanic de biblioteci publice.)
- Hood, Thomas (ianuarie 1844). „A Christmas Carol”. Hood's Magazine. 1 (1): 68–75.
- Jackson, Crispin (decembrie 1999). „Charles Dickens, Christmas Books and Stories”. The Book and Magazine Collector (189).
- Jaffe, Audrey (martie 1994). „Spectacular Sympathy: Visuality and Ideology in Dickens's A Christmas Carol”. PMLA. 109 (2): 254–265. doi:10.2307/463120. JSTOR 463120.
- „Literature”. The Illustrated London News (86). 23 decembrie 1843.
- Martin, Theodore (februarie 1844). „Bon Gaultier and his Friends”. Tait's Edinburgh Magazine. 11 (2): 119–131.
- „Notice of Books”. The Christian Remembrancer. 7 (37): 113–121. ianuarie 1844.
- Pelling, Rowan (7 februarie 2014). „Mr Punch is still knocking them dead after 350 years”. The Daily Telegraph. Arhivat din original la 11 ianuarie 2022. Accesat în 16 iunie 2017.
- Sable, Martin H. (1986). „The Day of Atonement in Charles Dickens' 'A Christmas Carol'”. Tradition: A Journal of Orthodox Jewish Thought. 22 (3): 66–76. JSTOR 23260495.
- Senior, Nassau William (iunie 1844). „Spirit of the Age”. The Westminster Review. 41 (81): 176–192.
- Slater, Michael (2011). „Dickens, Charles John Huffam”. Oxford Dictionary of National Biography (ed. online). Oxford University Press. doi:10.1093/ref:odnb/7599.
- Thackeray, William Makepeace (februarie 1844). „A Box of Novels”. Fraser's Magazine. 29 (170): 153–169.

## Vezi și
- Listă de povestiri după care s-au făcut filme